# Skånes-Fagerhults kyrka
Skånes-Fagerhults kyrka är en kyrkobyggnad i Skånes-Fagerhult i Örkelljunga kommun. Den tillhör Skånes-Fagerhults församling i Lunds stift.

## Kyrkans historik
Nuvarande kyrkobyggnad uppfördes 1899 - 1900 efter ritningar av Fredrik Lilljekvist. Den ersatte en kyrka från tidig medeltid som var byggd av gråsten och hade ett spåntak. Gamla kyrkan antas vara byggd vid slutet av 1100-talet eller början av 1200-talet och låg strax intill den nya kyrkan. På platsen där gamla kyrkans kor låg finns numera en minnessten. Invid kyrkan stod en klockstapel som troligen var samtida med den första kyrkklockan från 1572. Ett flertal inventarier är bevarade från den gamla kyrkan.
Takmålningar utförda av Christian Holtz 1763 inköptes av Oscar Trapp som senare skänkte dessa till Helsingborgs museum, där de numera förvaras i ett lagerutrymme på Fredriksdal.
Nuvarande kyrka invigdes 16 oktober 1900 och är byggd i gult tegel och har ett 30 meter högt torn. Byggnadsstilen kan betraktas som nygotik eftersom kyrkan är försedd med yttre strävpelare. En avvikelse från nygotiken är att kyrkfönstren upptill är rundade istället för stickbågiga. På grund av de många fönstren är kyrkorummet ljust.
När nya kyrkan var färdigbyggd revs klockstapeln och dess klocka flyttades över till tornet. Ännu en klocka, något större än den gamla, anskaffades 1934.
1953 byttes kyrktornets tegel ut på grund av sprickbildning. 1968 byttes tornets grönmålade järnplåt ut mot kopparplåt. Alla kyrkans tak kläddes då med kopparplåt.
Våren 1991 renoverades och ommålades kyrkan invändigt.

## Inventarier
- Altaruppsatsen av skuren ek är från mitten eller slutet av 1600-talet.
- Nuvarande altare i ek anskaffades 1978 och ersatte ett altare tillverkat av furuplywood.
- Predikstolen härstammar från 1630-talet. Korgens bildfält har målningar som tillkom 1752 och som föreställer de fyra evangelisterna.
- Dopfunten av ek liksom dopfatet av mässing tillverkades troligen på 1500-talet. När nuvarande kyrka var färdig ersattes dopfunten med en ny. 50 år senare upptäcktes den ursprungliga dopfunten som återinsattes i kyrkan. Dopfunten bär en inskription på danska som citerar Markus 16:16 "Huo som troer oc blifuer döpt, skal vorde salig. Marci. i det sidste."
- En offerstock är från 1700-talet.
- I vapenhuset kan man beskåda klockstapelns flöjel som bär årtalet 1749. Här finns också fotografier av gamla kyrkans interiör.
- Orgeln har 16 stämmor och byggdes 1979 av A. Mårtenssons orgelfabrik i Lund. Den ersatte en äldre orgel från 1947. Orgelfasaden är ritad av orgelbyggmästaren Göran Mårtensson i Lund.

### Orgel
- 1885 byggde Svensson, Trollenäs en orgel med 4 stämmor.
- 1900 byggde Thufve Nilsson, Hjärnarp en orgel.
- 1947 byggde John Grönvall Orgelbyggeri, Lilla Edet en orgel med 17 stämmor.
- Den nuvarande orgeln byggdes 1979 av A. Mårtenssons Orgelfabrik AB, Lund och är mekanisk. Orgeln har en ny fasad.

| Huvudverk I   | Bröstverk II      | Pedal         | Koppel |
| Gedackt 8´    | Rörflöjt 8´       | Subbas 16´    | I/P    |
| Principal 4´  | Täckflöjt 4'      | Principal 8'  | II/P   |
| Kvintadena 4' | Principal 2'      | Nachthorn 4'  | II/I   |
| Kvinta 2 2/3' | Kvinta 1 1/3'     | Kvintadena 2' |        |
| Blockflöjt 2' | Scharff 2 chor    |               |        |
| Ters 1 3/5'   | Krummhorn 8'      |               |        |
| Mixtur 4 chor | Tremulant         |               |        |
|               | Crescendosvällare |               |        |

## Bildgalleri

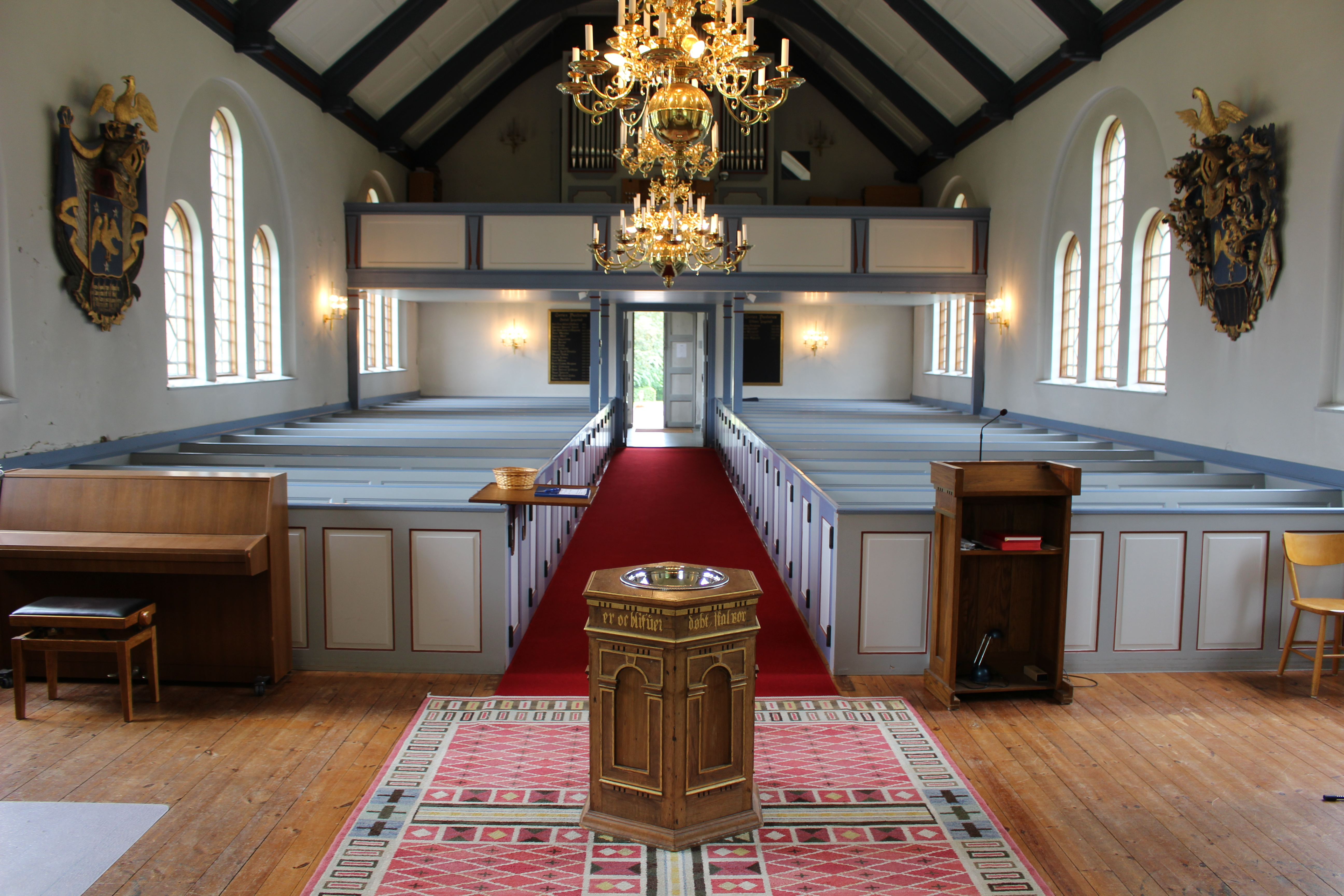
Kyrkorum mot väster
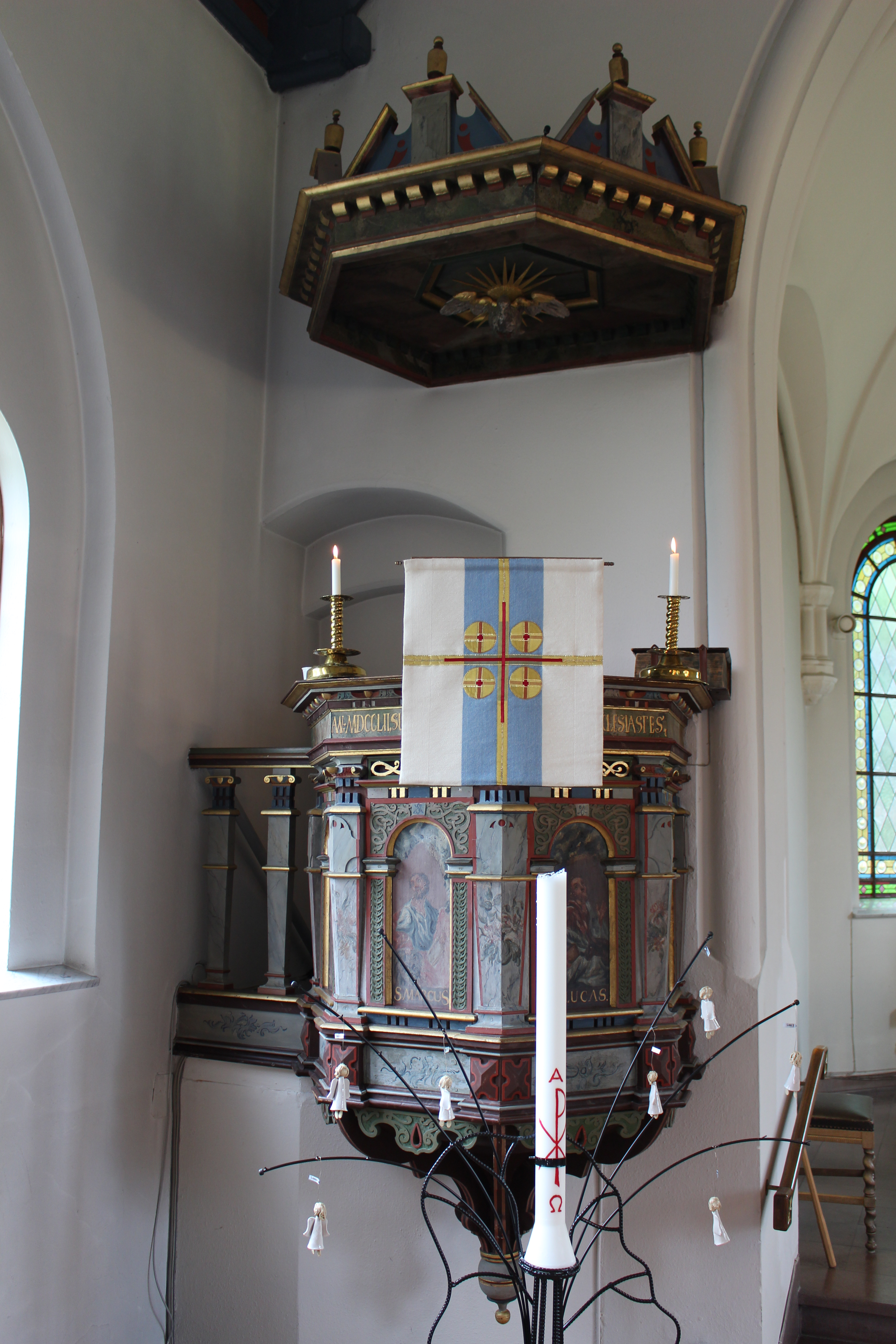
Predikstol
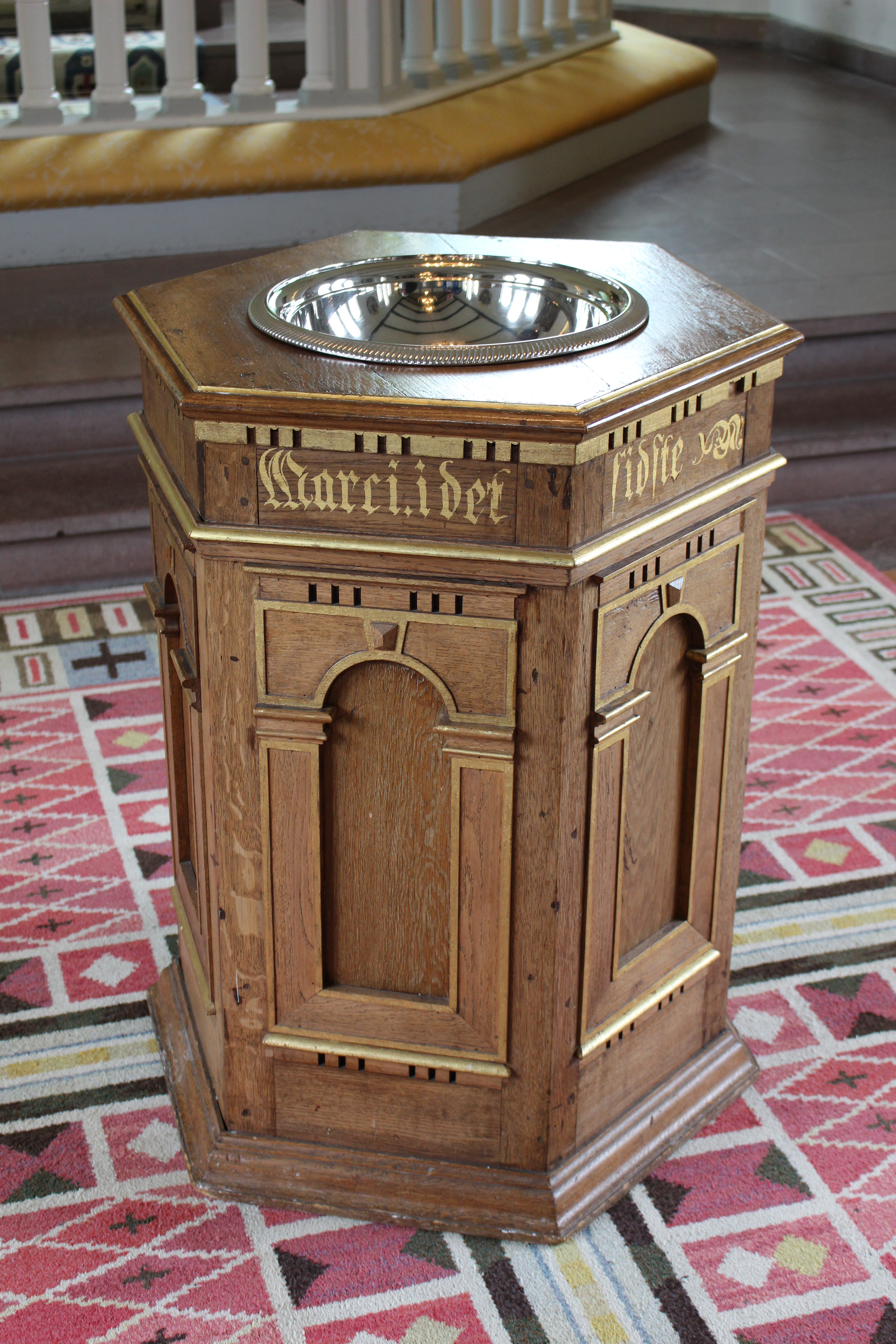
Dopfunt
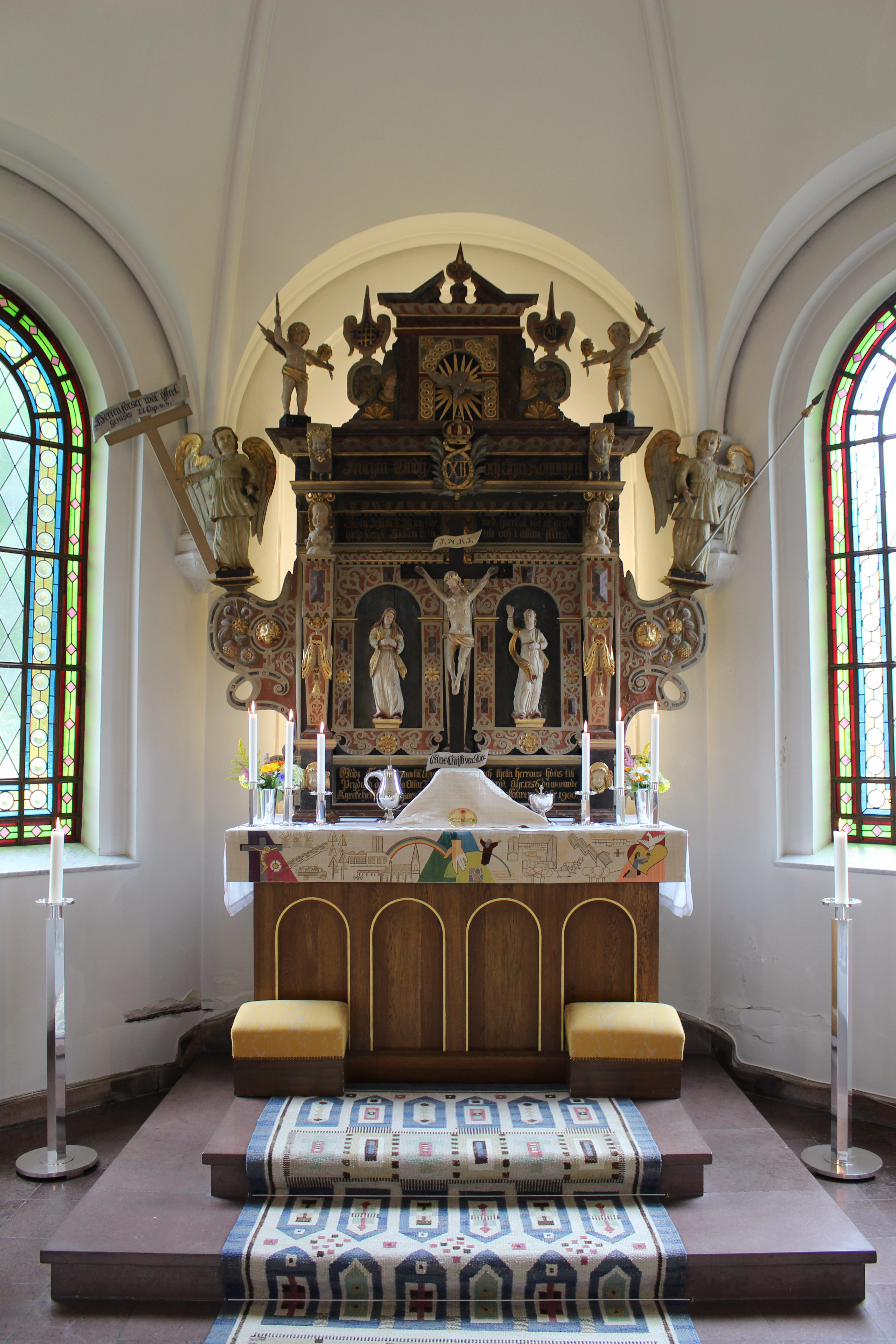
Altaruppsats
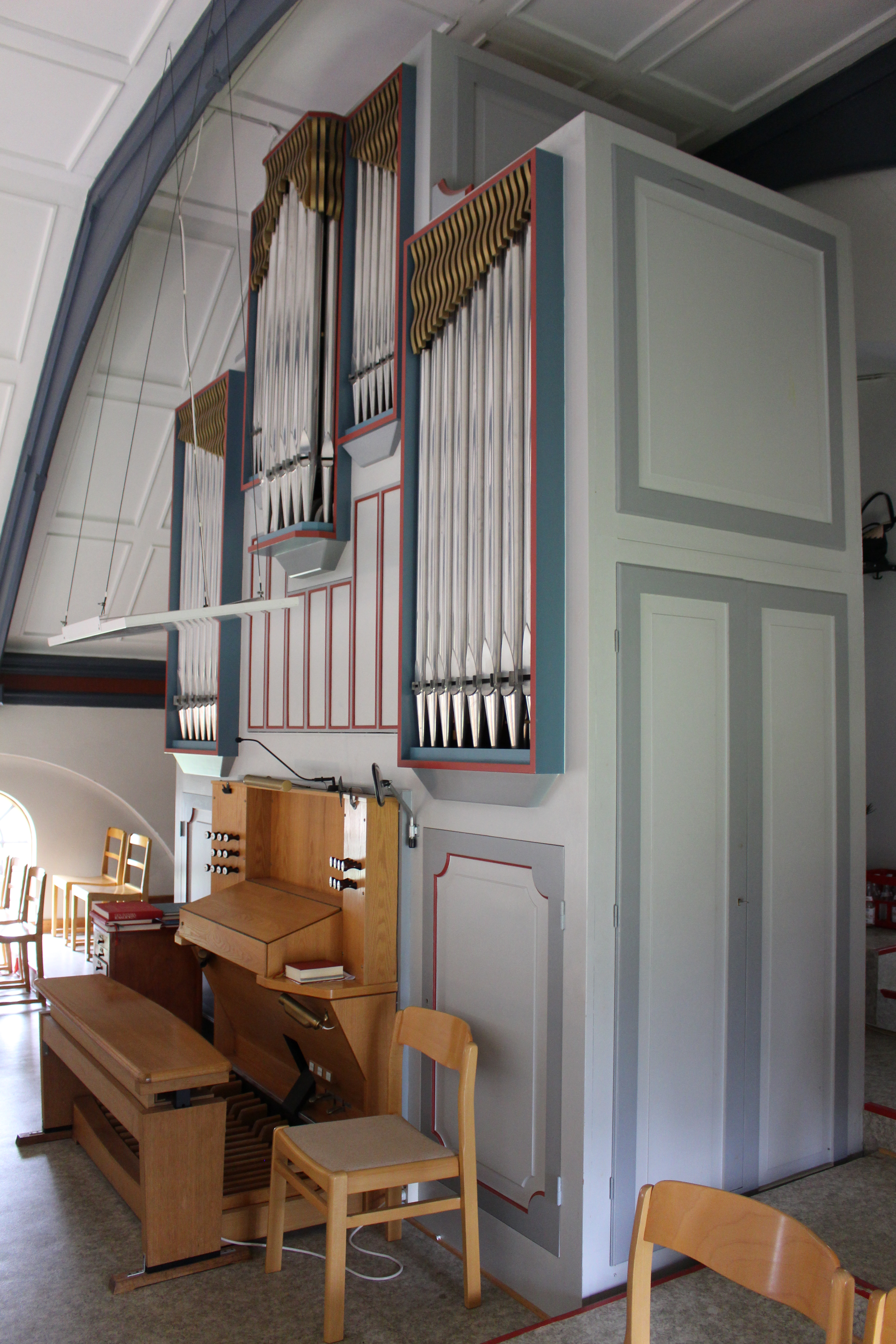
Orgel på orgelläktaren
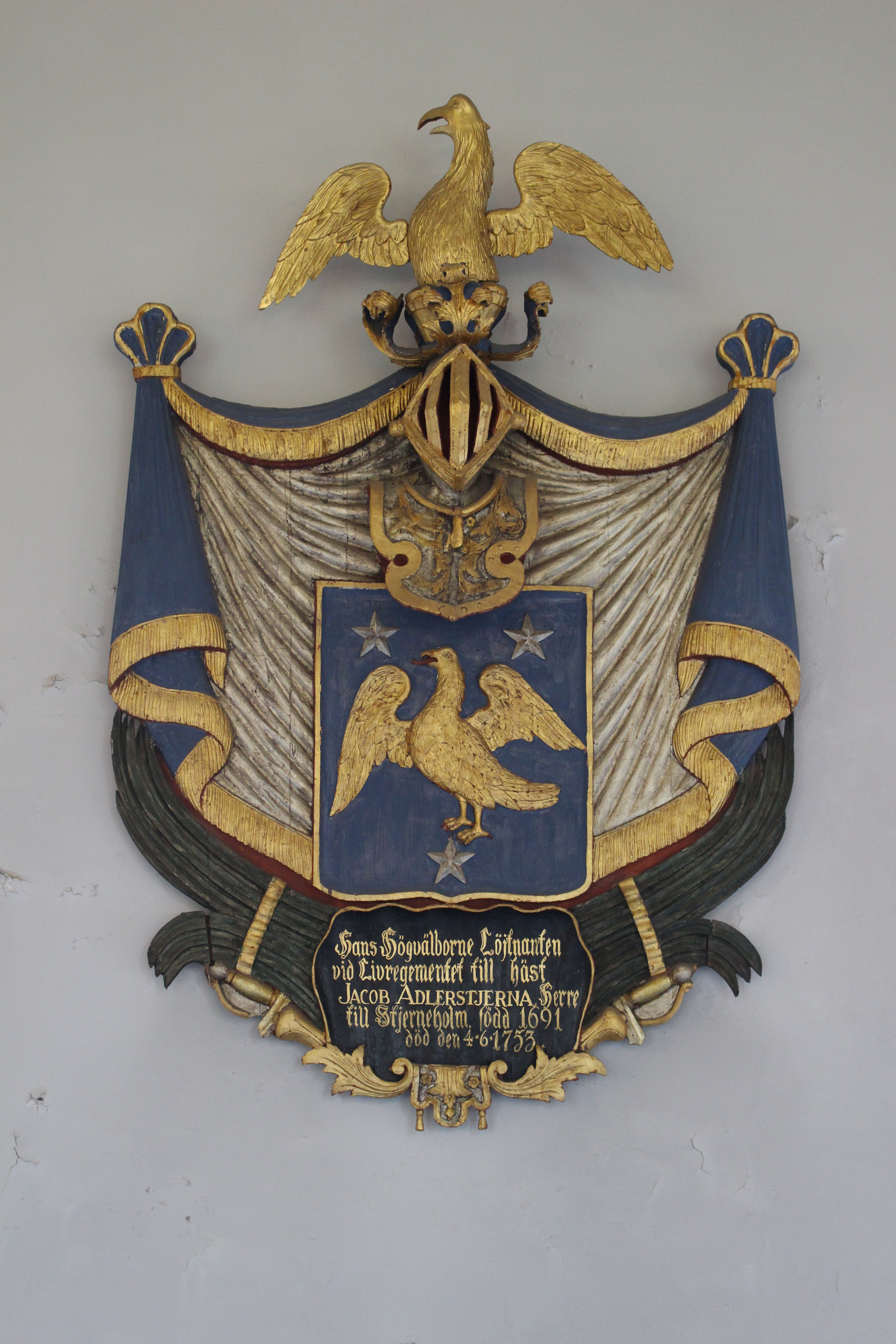
Vapensköld på södra väggen
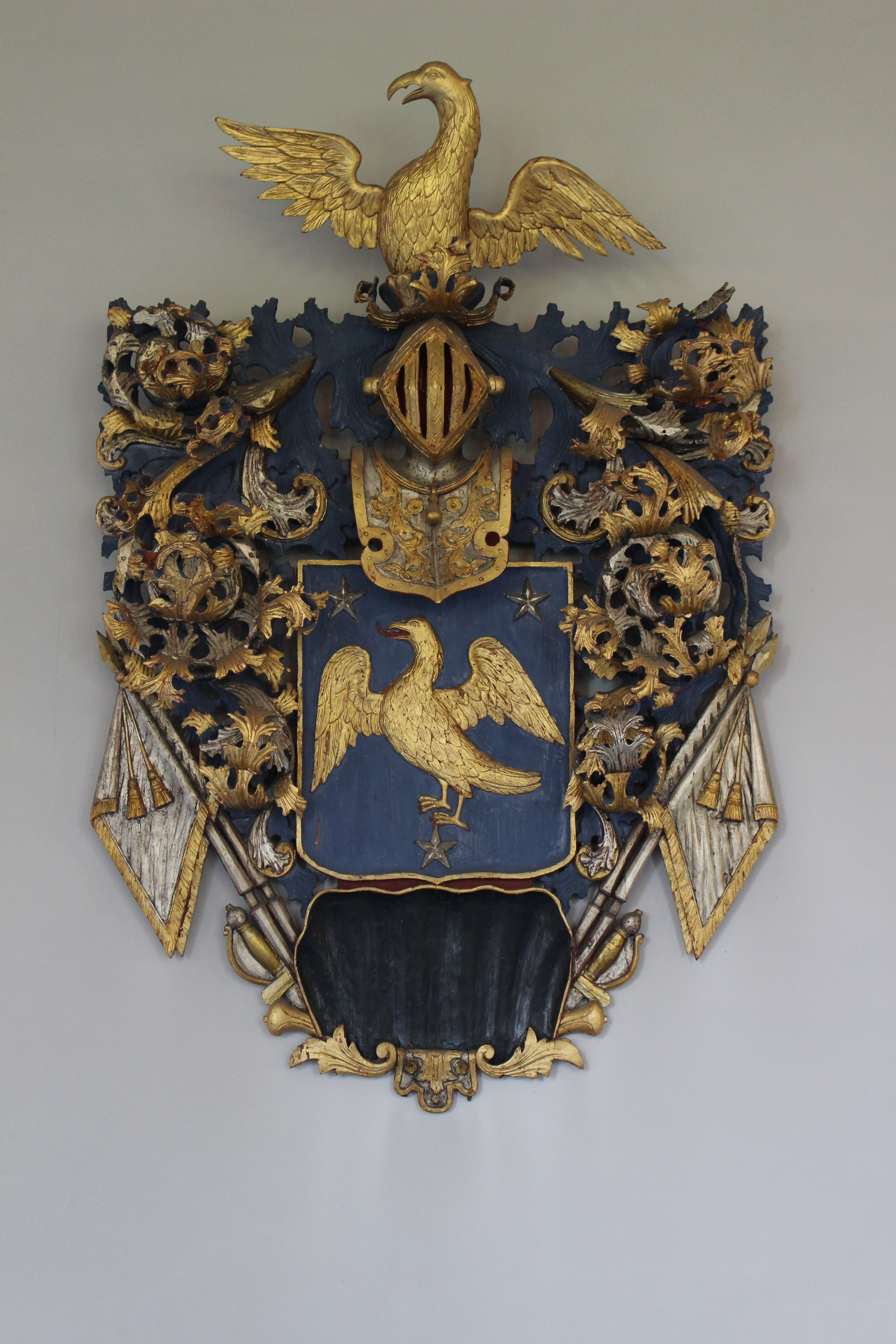
Vapensköld på norra väggen
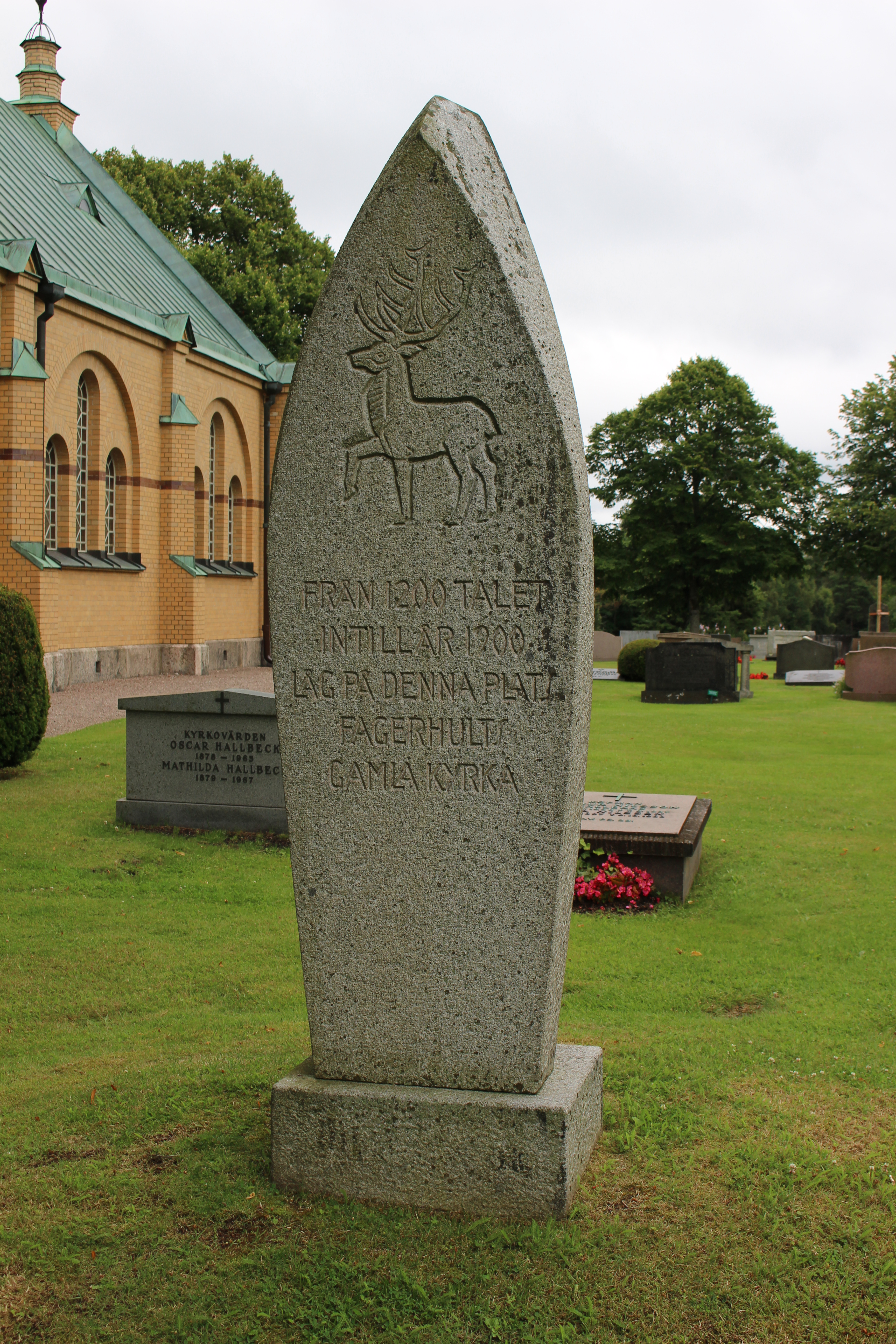
Minnessten vid platsen för gamla kyrkans kor.
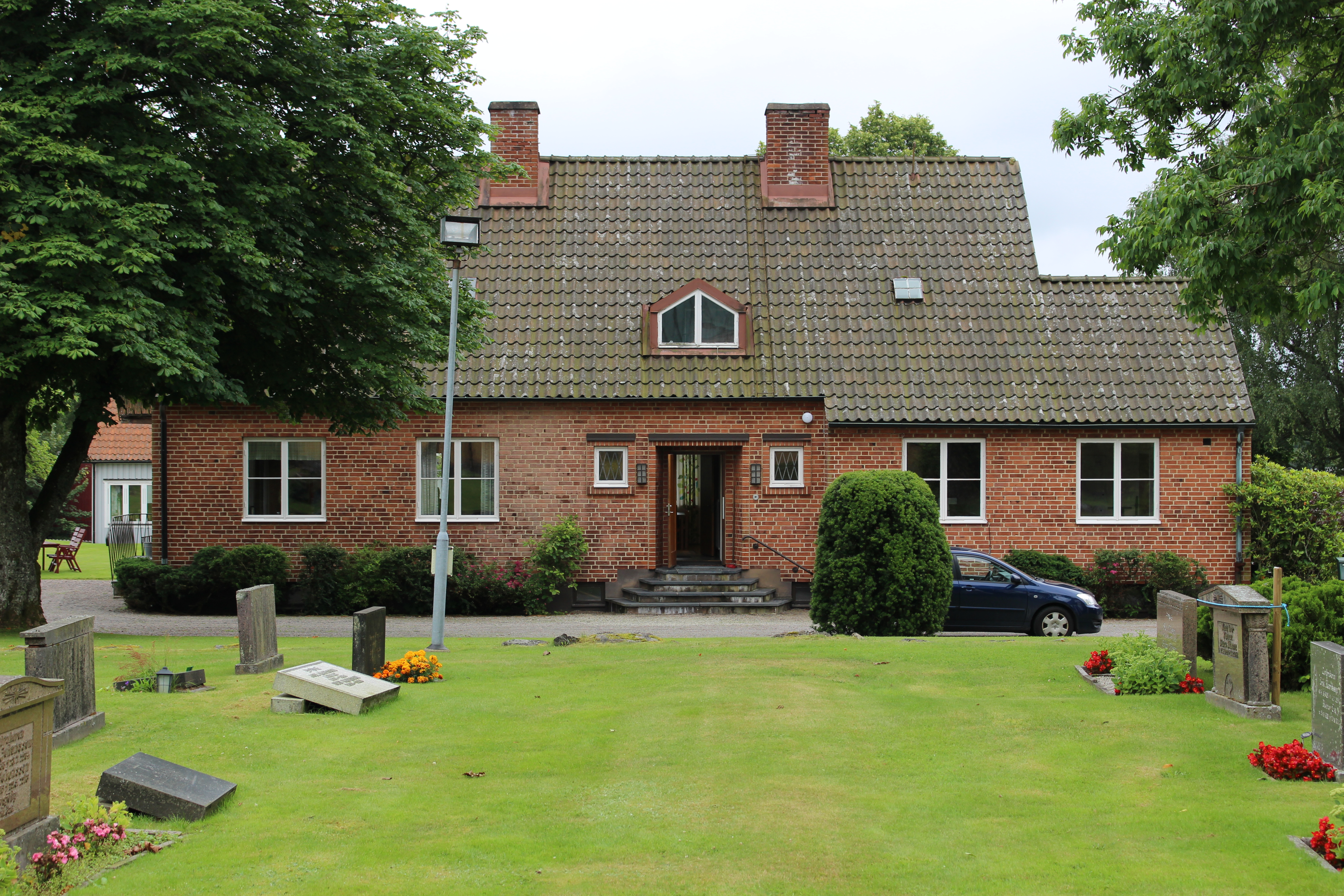
Prästgården söder om kyrkan.
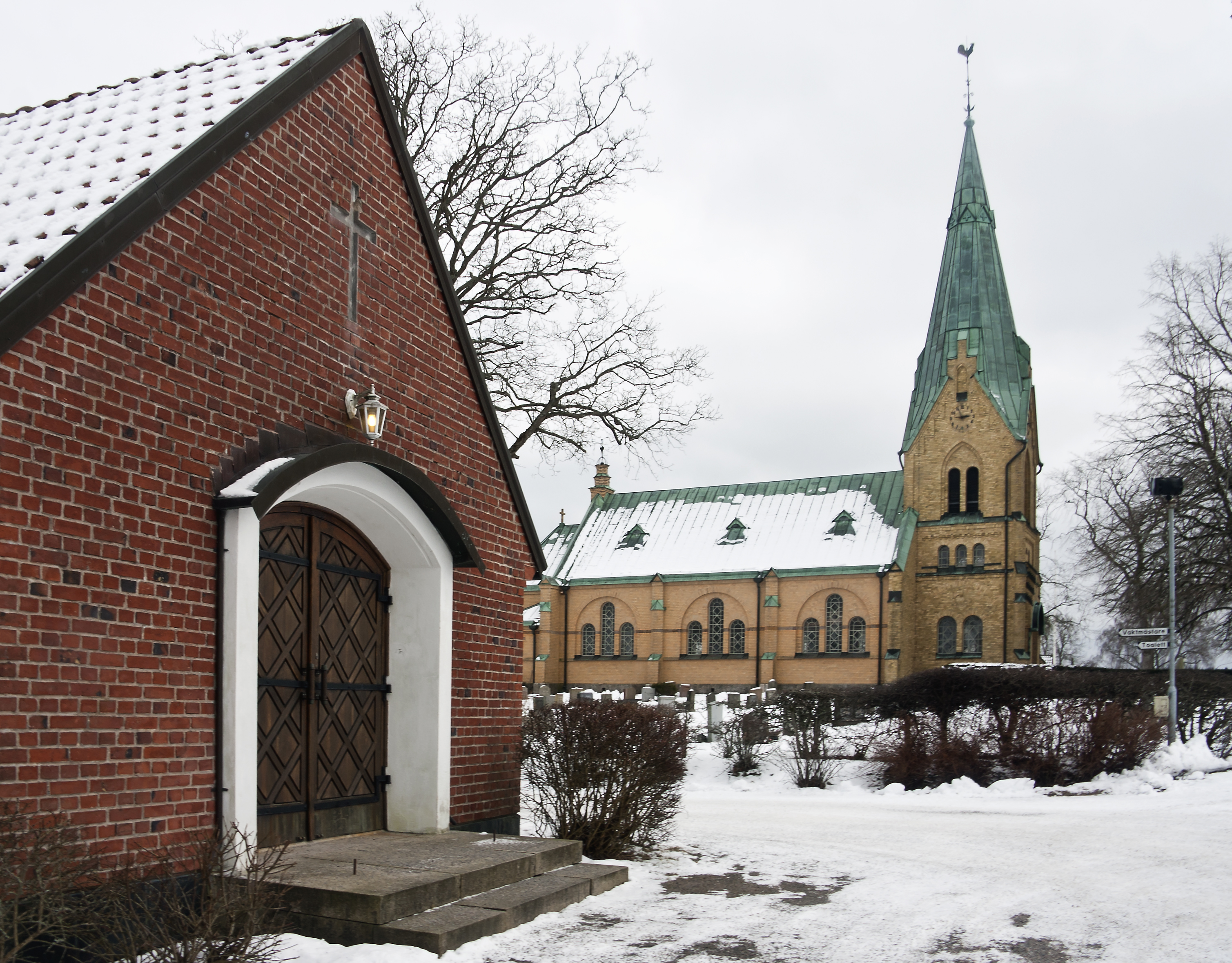
Gravkapellet norr om kyrkan

### Webbkällor
- Demografisk Databas Södra Sverige
- Åsbo Släkt- och Folklivsforskare